# Karen s'gaw
Le karen s’gaw (karen s’gaw : ကညီကျိာ်, k’nyaw), aussi appelé s’gaw ou karen, est une langue sino-tibétaine de la branche karen, parlée en Birmanie et en Thaïlande.

## Grammaire et phonologie

### Phrases usuelles
On peut lire et entendre un certain nombre de mots, expressions et phrases courantes sur ces sites :  et 

### Phonèmes, tons et transcription
Les tableaux suivants indiquent les phonèmes du s’gaw ; les rares transcriptions proposées sont fondées sur l'anglais (celle du Drum Publication Group) ; celle qui est appliquée ici repose dans toute la mesure du possible sur la graphie française, à l'exception du /u/ noté u   (le ou du Français) et du /w/ noté w (le w de l'Anglais we).
| Phonèmes | Trancrip. | Phonèmes | Transcrip. | Phonèmes | Transcrip. |
| p        | p         | n        | n          | ɲ        | gn         |
| pʰ       | hp        | l        | l          | k        | k          |
| b        | b         | r        | R          | kʰ       | hk         |
| w        | w1        | s        | s2         | χ        | x          |
| m        | m         | sʰ       | hs3        | ɣ        | r          |
| t        | t         | t͡ʃ       | tch        | ŋ        | ng         |
| tʰ       | ht        | t͡ʃʰ      | htch       | ?        | ?          |
| d        | d         | ʃ        | ch         | h        | h          |
| θ        | θ4        | j5       | y          |          |            |

| Phonèmes | Transcrip. |
| i        | i          |
| e        | é          |
| ɛ        | è          |
| ɯ        | ü          |
| ə        | e          |
| a        | a          |
| u        | u          |
| o        | ô          |
| ɔ        | o          |

Les phonèmes annotés peuvent être localement réalisés autrement :
1-  /v/ = v

2-  /t͡ʃ/, /c/  =  tch

3-  t͡ʃʰ, cʰ =  htch

4-  /s/ =  s

5-  /ʝ/, /z/= z, parfois /ʒ/= j.
Le tableau suivant indique les six tons qui sont notés dans l'écriture et leur valeur dans une sorte de s’gaw standard. La prononciation réelle entraîne des réalisations qui peuvent différer de ces caractéristiques et/ou réduire à cinq le nombre de tons. Les entendre ici  Page 5
| Dénomination | Caractéristiques                                     | Exemples de Transcriptions | Trad.            |
| (non noté)   | Haut                                                 | ?ô'                        | boire            |
| e θi'        | De bas à très bas                                    | mé_                        | être (copule)    |
| a θi'        | Bas, écourté par un arrêt glottal                    | so.                        | porter           |
| plé si       | Entre haut et moyen, interrompu par un arrêt glottal | ?ô:(htoˌ)                  | ouvrir           |
| ha:θi'1      | Descendant de haut à bas                             | ?oˌ                        | manger           |
| ké pô        | Moyen, égal et long                                  | ?o (non noté)              | Pr.pers.3e objet |

1- Ce ton n'est pas toujours réalisé et peut se confondre avec un des autres tons, différent selon les régions.

### Les constituants de la phrase simple

#### Les pronoms personnels
|           |           | Sujet         | Sujet           | Objet         |
| Personnes | Personnes | Forme usuelle | Forme tonique 1 |               |
| 1re pers. | Singulier | ye'           | yè'(-ye)        | ya            |
| 1re pers. | Pluriel   | pe'           | pewè'/ pewè'θéˌ | pü            |
| 2e pers.  | Singulier | ne' 2         | 'nè(-ne)        | na            |
| 2e pers.  | Pluriel   | θü            | θüwè'/ θüwè'θéˌ | θü'           |
| 3e pers.  | Singulier | ?e(wè') 3     |                 | ?o            |
| 3e pers.  | Pluriel   | ?ewè'θéˌ      |                 | ?o / ?ewè'θéˌ |

Notes
1 - En début de phrase les pronoms d'insistance peuvent souligner un contraste :
- nè'(-ne) ka' lè a' (- Et toi, tu viens?) - yè(ye) ta' lè baˌ   (- Moi, je ne viens pas)

2 - La deuxième personne est parfois utilisée après le verbe dans l'expression de l'ordre : 

?ôˌ nè' hpè' néˌ   (toi, reste ici)
3- wè', seconde syllabe de ?ewè' est souvent employée après un verbe et devant un objet, s'il y en a un, comme pronom d'insistance renvoyant toujours au sujet : 

?ewè' ka' lè wé' sé_  (Il va venir, lui aussi) ; li. le  θeRaˌ kwè: wé' néˌ né' hpa' ?o a' (Le livre que le professeur a écrit, l'as-tu lu ?)
Remarque
Quand on s'adresse à quelqu'un, le pronom de la 2e personne peut être remplacé par le nom, le titre, la profession de l'interlocuteur, par respect ou familiarité, usage commun aux langues de la région :
θeRaˌ ?ôˌ a' (Le professeur est-il là ? pour êtes-vous là ?)

#### La phrase simple, la négation
Le verbe est invariable. L'ajout éventuel de particules et d'autres verbes permet d'exprimer divers aspects ou modalités.
| Injonctive                           | hè'             | Viens                        | Défense                                | hè' te ré            | Ne viens pas                       |
| Déclarative Présent/Passé            | ?ewè' hè'       | Il vient /Il est venu        | Négative Présent/ Passé/ Futur         | ?ewè' te hè' baˌ     | Il ne vient pas/ Il n'est pas venu |
| Déclarative/Futur                    | ?ewè ke' hè'    | Il viendra                   | Négative Présent/ Passé/ Futur         | ?ewè' te hè' baˌ     | Il ne viendra pas                  |
| Interrogative globale Présent/ Passé | ?ewè' lè a'     | Est ce qu'il va / est allé ? | Interrogative partielle Présent/ passé | ?ewè' lè hpè'lè'     | Où va-t-il?                        |
| Interrogative globale /Futur         | ?ewè' ke' lè a' | Est ce qu'il ira?            | Interrogative partielle /Futur         | ?ewè' ke' lè hpè'lè' | Où ira-t-il?                       |

Remarques : La présence devant le verbe de la particule ka' prononcée /ké/ ou /ke/ permet de distinguer une action ou une situation envisagée. Elle ne peut être employée avec la négation.

#### Les particules interrogatives
Elles s'ajoutent en fin de phrase sans modifier l'ordre de la phrase déclarative correspondante :  a'  pour  est-ce que ? ou un mot se terminant par le suffixe lè' ou lo' (variantes régionales) :
- ne pa_ mé   metalè'/lo' Ton père est qui? Qui est ton père? (employé aussi dans le sens de quoi? en Thaïlande)
- ?ewè  ma     menülè'/lo' Il/elle fait quoi? Que fait-il/elle?
- tchô  ?ô    hpèlè'/lo' L'école est-où ? Où est l'école
- θü lè   hsulè'/lo' Vous allez où ? Où allez-vous ?
- ne hè' ké    lelè'/lo' Tu reviens d'où ? D'où reviens-tu ?
- θü hè'tü    hkèlè'/lo' Vous êtes arrivés quand ? Quand êtes-  vous revenus  ?
- na mé     dilè'/lo' Ton nom est comment ? Comment t'appelles-tu ?
- θü te ?oˌ mé baˌ    baˌmetalè'/lo' Vous n'avez pas mangé le riz pourquoi ? Pourquoi n'avez-vous pas mangé ?
- ne hpôˌ ?ôˌ        prè ra lè'/lo' Tes enfants sont combien? Tu as combien d'enfants ?
- hsi:  ?a' / dôˌ  / yi. Combien beaucoup/grand/long ? Combien + nom au singulier (d'argent...)

Quelques exemples sonores : cliquer au bas de la page sur Questions I.

#### Les numéraux
| 0 | wa:  | 6  | xü'          | 20 | hki' hsi'      | 100       | te' ke' ya              |
| 1 | te'  | 7  | nwi'         | 22 | hki' hsi' hki' | 133       | te' ke' ya θe' hsi' θe' |
| 2 | hki' | 8  | xô:          | 30 | θe' hsi'       | 1000      | te' ke' htô'            |
| 3 | θe'  | 9  | hkwi'        | 40 | lwi_ hsi'      | 10.000    | te' ke' la'             |
| 4 | lwi_ | 10 | te' hsi'     | 50 | yè_ hsi'       | 100.000   | te' ke' lô_             |
| 5 | yè_  | 11 | te' hsi' te' | 60 | xü: hsi'       | 1.000.000 | te' ke' kwè_            |

Exemple : 25.637 hki' kela' yè_ keya' θe' hsi' nwi_
- Ordinaux: te ta' ra (la 1re personne) ; hki' ra ta ra (la 2e personne), et à partir de 10 : ?e ra te' hsi'

#### Le groupe nominal

##### Le nom
Invariable, il n'a ni genre ni nombre, mais quand la clarté du discours l'impose, il est possible d'ajouter des suffixes :
- Genre :

1. Êtres humains:  θa ko: (compagnon, sans mention de genre ou masculin)  θa ko:müˌ (compagne)  θa ko:hkwa' (insistance sur le masculin)
2. Animaux:  klo_  (des vaches)  klo_ mô_ (femelle) par opposition à   klo_ hpa' (taureau)

- Nombre: Il est indiqué exceptionnellement par divers suffixes variables selon les régions comme -te'hpaˌ, -θéˌte'hpaˌ :  li. (un ou des livres), li.te'hpaˌ (insistance sur leur pluralité)

Un certain nombre de noms sont monosyllabiques ; la majorité sont des polymorphèmes constituant des composés par dérivation ou par simple juxtaposition d'unités lexicales
- Dérivation

Un schéma très producteur est la préfixation du nom ta_ (chose) devant un verbe :
Certains verbes de qualité forment des substantifs par la préfixation du personnel/possessif de la 3e personne :
Un verbe, parfois un nom précédés de pra et suivi de hpô' forme un nom de personne exerçant une activité correspondante :
Le préfixe no_ forme des noms d'instruments :
Le nom  lo_ (endroit) est aussi un préfixe formant des noms d'endroit correspondant à une action habituelle :
- Juxtaposition

C'est le mode de formation le plus usuel :

##### Les classificateurs
La présence d'un numéral dans le groupe nominal entraîne nécessairement l'adjonction du classificateur (class.) approprié au nom selon l'ordre suivant :

À partir de 10 : 
Seules exceptions : quelques noms font en même temps fonction de classificateurs, en particulier les unités de mesure comme te' naˌriˌ (une heure) ; te'la' (un mois), te' niˌ (un an), te' kilo (un kilo ou un kilomètre)   mais aussi ra (des personnes) ou dü' (des animaux). À partir de dix, on utilise aussi la particule ?a :
Ils sont trop nombreux (plus de quatre-vingts) pour être tous cités ici. En voici quelques-uns parmi les plus fréquents :
| CLASS.                     | EMPLOI                                            | EXEMPLES                                                                  |
| -------------------------- | ------------------------------------------------- | ------------------------------------------------------------------------- |
| ra                         | Êtres humains                                     | hpô θaˌ te' ra Un enfant                                                  |
| dü'                        | Animaux                                           | 'ke'hso' hki' dü’ Deux éléphants                                          |
| mi ou kelü ou sa. ou mwô'1 | Générique pour les choses ou des sortes de choses | ta_do: ta_laˌ hki' mi θe' mi ' Deux ou trois sortes de légumes            |
| hpleˌ                      | Objets ronds, villes, temples, bâtiments          | hso'diˌ lwi_ hpleˌ yè_ hpleˌ Quatre ou cinq œufs de poulet                |
| béˌ                        | Objets plats                                      | li. xü béˌ Six livres                                                     |
| bô'                        | Objets longs, cylindriques, serpents, poissons    | gnaˌhpô nwi' bô' Sept poissons                                            |
| hsô ou hkôˌ                | Véhicules                                         | θô léˌ / ka' xô: hsô Huit voitures                                        |
| hka'                       | Choses inclassables                               | ta_ te' hka' ?i pra ko: wè' di lèˌ 2 Cette chose, comment l'appelle-t-on? |

1- L'un ou l'autre selon les régions ; sa. et mwô' sont d'origine birmane.
 
2- ta_ = chose ; te'= une ; hka'= Class. ; ?i = cet(tte) ; pra= les gens ; ko: = nommer ; wè' = Pr. personnel 3e pers. ; di lèˌ = comment ?

##### Les possessifs
- Placés devant un nom, les pronoms personnels sujets atones expriment la possession.

| Singulier | Singulier | Pluriel         | Pluriel      |
| ye' pa_   | mon père  | pe' mo_         | notre mère   |
| ne' θeko: | ton ami   | θû' hiˌ         | votre maison |
| ?e mi     | son nom   | ?ewè'θéˌe θawo' | leur village |

##### Les démonstratifs
Il existe deux démonstratifs, ?i, qui exprime la proximité et néˌ, l'éloignement. Ils se placent toujours après le nom, mais deux constructions sont possibles,
- une complète :

- l'autre abrégée sans numéral ni classificateur :  ta_lo_  ?i

Les démonstratifs forment quelques expressions adverbiales comme : le ?i, ici ou d'ici  ; le néˌ, là ou de là  ; hpè ?i, ici  et   hpè néˌ, là  (sans mouvement) ;     te ni ?i, aujourd'hui; te ha' ?i, ce soir ; te na ?i, cette nuit.

##### Les expansions
Au nom peuvent s'adjoindre d'autres expansions, constituant ainsi des groupes nominaux plus complexes, ainsi :
Voici les principales expansions :
- Le nom complément du nom principal le précède ; la présence entre les deux du pronom personnel ?e renforce la notion d'appartenance :

la:hpa:hti' / te hkwa: 
- La relative

Un nom peut être complété par le subordonnant générique
  le  :
L'antécédent peut être repris par un pronom personnel qui clarifie les fonctions :
- Les qualificatifs

La plupart des mots correspondant sémantiquement aux adjectifs des langues indo-européennes sont des verbes de qualité : ré signifie être bon, mü. être agréable. Néanmoins ils peuvent qualifier directement un nom en lui étant postposés selon deux constructions possibles qui correspondent à une relative abrégée :
- La particule néˌ

Le démonstratif néˌ peut être utilisé pour indiquer la fin d'un groupe nominal ou d'une relative :

#### Le groupe verbal

##### Le verbe
Sa forme est invariable en personne, genre, nombre, temps. Aucun affixe ne lui est adjoint.
Les verbes les plus usuels sont monosyllabiques.

## Sources
- Cet article est partiellement ou en totalité issu de l'article intitulé « Langues karens » (voir la liste des auteurs).
- (en) Emilie Ballard, Say it in Karen [« Dites-le en karène »], Chiang Mai, Thaïlande, Thailand Baptist Missionary Fellowship, 1993 (présentation en ligne, lire en ligne) Leçons progressives de karen s’gaw en anglais.
- (en) David Chandler Gilmore, A grammar of the Sgaw Karen, Rangoon, American Baptist Mission Press, 1898 (lire en ligne)
- (en) Pongprapunt Rattanaporn, Phonetics of Sgaw Karen in Thailand: an acoustic description (thèse de MA), Chian Mai University, 2012 (DOI 10.13140/RG.2.1.2257.1361, lire en ligne)
- (en) Jonathan Wade et Juliette Patterson Binney, The Anglo-Karen dictionary, Rangoon, American Baptist Mission Press, 1883 (lire en ligne)